# Atletisme als Jocs Olímpics d'estiu de 1908 - salt de perxa masculí
Els  salt de perxa masculí va ser una de les sis proves de salts que es disputaren durant els Jocs Olímpics de Londres de 1908. La prova es va disputar el 24 de juliol de 1908 amb la participació de 15 atletes procedents de set nacions diferents. Aquesta va ser l'única prova de les 111 que es van disputar durant tots els Jocs en què no hi va prendre cap representant britànic.

## Medallistes
| Or                                             | Plata | Bronze                                                               |
| Edward Cook (USA) Alfred Carlton Gilbert (USA) |       | Edward Archibald (CAN) · Clare Jacobs (USA) · Bruno Söderström (SWE) |

## Rècords
Aquests eren els rècords del món i olímpic que hi havia abans de la celebració dels Jocs Olímpics de 1908.
| Rècord del Món | 3.90(*) | Walter Dray    | Danbury (USA)     | 13 de juny de 1908    |
| Rècord Olímpic | 3.50    | Charles Dvorak | Saint Louis (USA) | 3 de setembre de 1904 |

(*) No oficial

## Resultats
Tots els atletes tenien tres intents en cada alçada.
| Posició | Nom                    | País          | Altura      |
| ------- | ---------------------- | ------------- | ----------- |
| 1       | Edward Cook            | Estats Units  | 3.71 metres |
| 1       | Alfred Carlton Gilbert | Estats Units  | 3.71 metres |
| 3       | Edward Archibald       | Canadà        | 3.58 metres |
| 3       | Clare Jacobs           | Estats Units  | 3.58 metres |
| 3       | Bruno Söderström       | Suècia        | 3.58 metres |
| 6       | Georgios Banikas       | Grècia        | 3.50 metres |
| 6       | Sam Bellah             | Estats Units  | 3.50 metres |
| 8       | Kálmán Szathmáry       | Hongria       | 3.35 metres |
| 9       | Stefanos Kountouriotis | Grècia        | 3.25 metres |
| 10      | Robert Pascarel        | França        | 3.20 metres |
| 10      | Carl Silfverstrand     | Suècia        | 3.20 metres |
| 12      | Thomas Jackson         | Estats Units  | 3.05 metres |
| 12      | G. Koeger              | França        | 3.05 metres |
| 14      | Coen van Veenhuijsen   | Països Baixos | 2.89 metres |
| 15      | Bram Evers             | Països Baixos | 2.82 metres |